# Carl Heinrich Weizsäcker

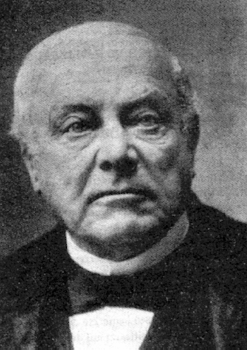
Carl von Weizsäcker, 1880er Jahre

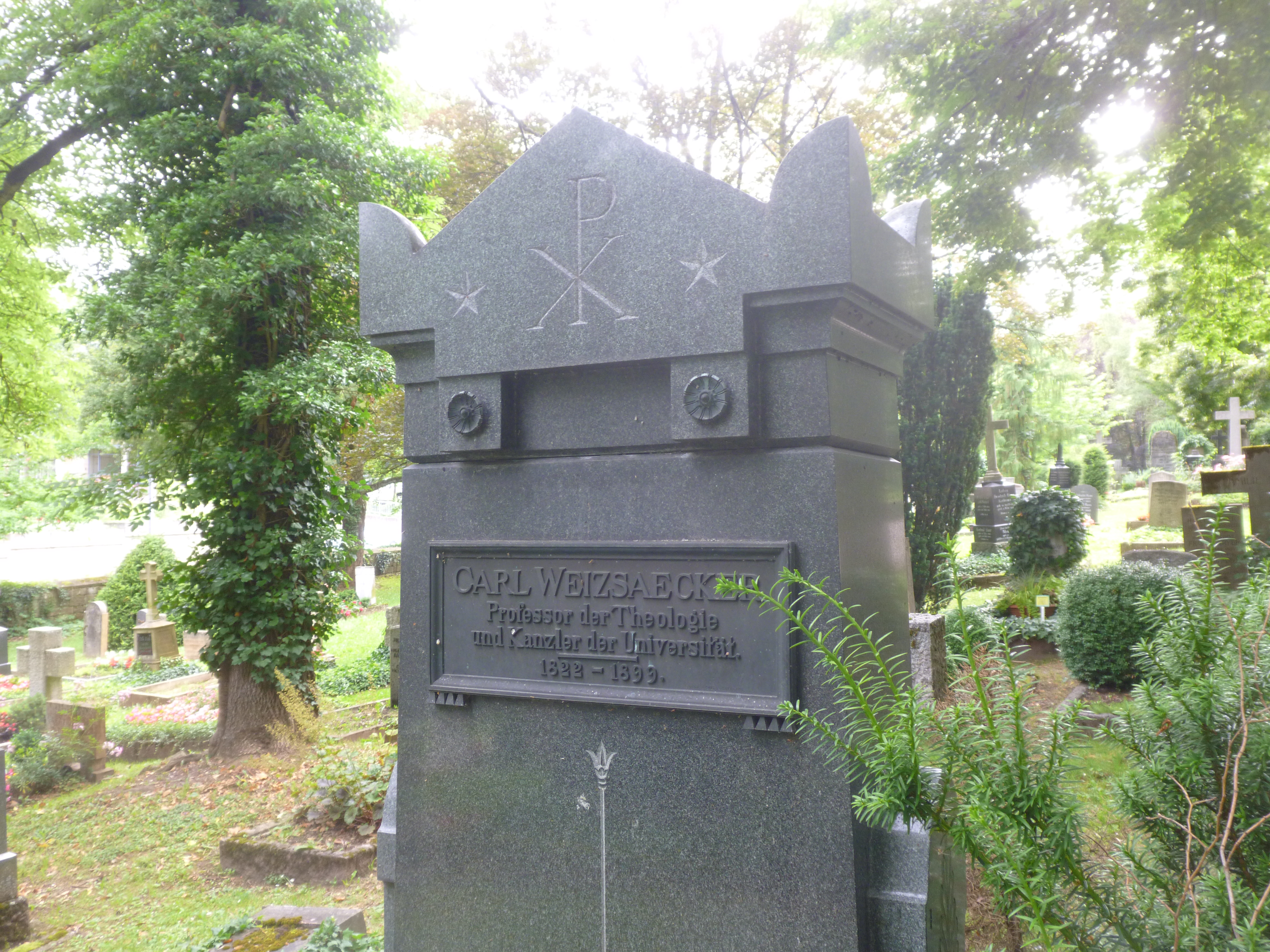
Grab auf dem Stadtfriedhof Tübingen

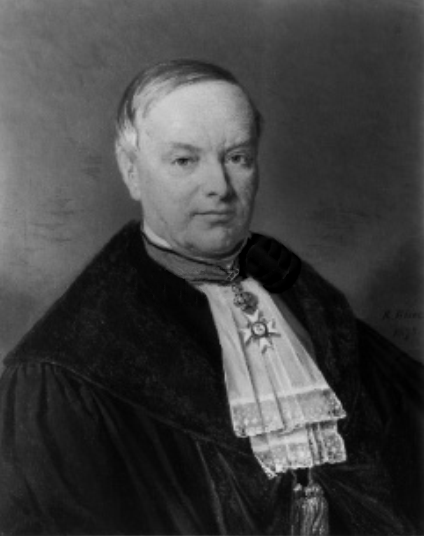
Carl von Weizsäcker in der Tübinger Professorengalerie

Carl Heinrich Weizsäcker, seit 1861 von Weizsäcker, (* 11. Dezember 1822 in Öhringen; † 13. August 1899 in Tübingen) war ein deutscher evangelischer Theologe und Vertreter der Liberalen Theologie.

## Leben und Werk
Carl Heinrich Weizsäcker studierte Evangelische Theologie an der Universität Tübingen. Er war zunächst Hofkaplan am Hof des württembergischen Königs Wilhelm I. Ab 1861 wurde er Professor für Kirchen- und Dogmengeschichte an der Universität Tübingen und übernahm den Lehrstuhl seines Lehrers Ferdinand Christian Baur. Im Jahre 1890 wurde Weizsäcker Kanzler seiner Universität und blieb dies bis zu seinem Tode. Kraft seines Amtes als Kanzler der Universität Tübingen gehörte er von 1890 bis 1899 der Zweiten Kammer des württembergischen Landtages an.
Weizsäcker war ein führender Vertreter der historisch-kritischen Schule. In seinem Werk Untersuchungen über die evangelische Geschichte versuchte Weizsäcker, liberale Positionen mit der Position Baurs zu versöhnen. Unter Berufung auf die Zweiquellentheorie sowie das Evangelium nach Johannes, dessen Urheberschaft er als apostolisch erklärte, versuchte er, Aussagen zur Person Jesu historisch zu begründen. In seinem Hauptwerk Das apostolische Zeitalter der christlichen Kirche orientierte er sich wieder an Baur. Er wurde 1840 Mitglied der Tübinger Königsgesellschaft Roigel.

## Familie
Carl Heinrich Weizsäcker entstammt dem pfälzisch-württembergischen Geschlecht Weizsäcker. Er war der Sohn der früh verwitweten Sophie Weizsäcker geb. Rößle (1796–1864), die 1816 Christian Ludwig Friedrich Weizsäcker (1785–1831) geheiratet hatte. Dieser war Pfarrer und Stiftsprediger in der hohenlohischen Residenzstadt Öhringen und stammte aus der zweiten Ehe des fürstlichen Mundkochs Gottlieb Jacob Weizsäcker. Sein Bruder war der Historiker Julius Weizsäcker (1828–1889).
Weizsäcker war seit 1848 mit Auguste Sophie Dahm (1824–1884) verheiratet. Die beiden hatten drei Kinder:
- Sophie (* 1850; † nach 1910) ⚭ 1875 Adolf von Bilfinger (1846–1902), Oberhofprediger, drei Söhne
- Karl von Weizsäcker (1853–1926), württembergischer Politiker
- Marie (1857–1939) ⚭ 1875 Paul von Bruns (1846–1916), Chirurg, Professor für Medizin, zwei Söhne

## Ehrungen
- 1861: Verleihung des Ritterkreuzes des Ordens der Württembergischen Krone, womit der persönliche Adel verbunden war
- 1862: Ehrendoktorwürde (Dr. theol. h. c.) der Universität Tübingen
- 1877: Verleihung des Kommenturkreuzes des Ordens der Württembergischen Krone
- 1894: Verleihung des Titels und Rangs eines Staatsrats
- 1897: Verleihung des Titels und Rangs eines Geheimen Rats
- 1897: Zwei Ehrendoktorwürden (Dr. phil. h. c. und Dr. jur. h. c.) der Universität Tübingen

## Schriften (Auswahl)
- Untersuchungen über die evangelische Geschichte, ihre Quellen und den Gang ihrer Entwicklung. Besser, Gotha 1864 (Digitalisat); 2. Auflage, Mohr (Siebeck), Tübingen und Leipzig 1901 (Digitalisat in der Google-Buchsuche).
- Lehrer und Unterricht an der evangelisch-theologischen Facultät der Universität Tübingen. Von der Reformation bis zur Gegenwart. Fues, Tübingen 1877 (Zur vierten Säcularfeier der Universität Tübingen im Sommer 1877: Festprogramm der evangelisch-theologischen Facultät) (Digitalisat).
- Das apostolische Zeitalter der christlichen Kirche. 3. Auflage, J. C. B. Mohr (Paul Siebeck), Tübingen und Leipzig 1902.
- Das Neue Testament übersetzt von Carl Weizsäcker, Freiburg i. B. und Leipzig 1874, Mitarbeit an der Textbibel